# Henri Beaufort (2e duc de Somerset)
Pour les articles homonymes, voir Henri Beaufort, Maison de Beaufort et Beaufort.
Titre
Duc de Somerset, marquis de Dorset, comte de Somerset et de Dorset
22 mai 1455 – 15 mai 1464
(8 ans, 11 mois et 23 jours)
Henri Beaufort (26 janvier 1436 – 15 mai 1464), 2e duc de Somerset, fut un chef militaire important de la Maison de Lancastre au cours de la Guerre des Deux-Roses.

## Biographie

### Jeunesse
Il était fils d'Edmond Beaufort et d'Eléonore Beauchamp. Il était ainsi cousin germain de Margaret Beaufort, de Richard Neville, comte de Warwick (« le faiseur de rois »), et oncle d'Henri Stafford, 2e duc de Buckingham. Il est titré duc de Dorset en 1448.

### Implication dans les premières batailles de la Guerre des Deux-Roses
Henri Beaufort combattit à la première bataille de St Albans du côté de la Maison de Lancastre en 1455, où il fut grièvement blessé et son père tué par les hommes du duc d'York. Quatre années passent ainsi dans un climat de paix extrêmement fragile. Le 24 mars 1458, le roi Henri VI essaie avec l'aide de Thomas Bourchier, archevêque de Canterbury, de faire procéder à une réconciliation entre les Lancastriens et les Yorkistes. La rencontre échoue. 
Les hostilités reprennent en septembre 1459. Le 12 octobre, Henri VI défait à la déroute de Ludford Bridge la puissante armée des Yorkistes. York s'enfuit en Irlande tandis que Warwick et le fils aîné de York, Édouard, s'exilent à Calais. Ils sont tous déchus de leurs droits civiques par le Parlement le 20 novembre. Les Lancastriens contrôlent de nouveau la situation. Cependant, les Yorkistes commencent à lancer des raids sur la côte anglaise depuis Calais à partir de janvier 1460, ajoutant ainsi un sentiment de chaos et de désordre. Henri Beaufort est nommé capitaine de Calais par le Parlement. Il traverse la Manche, accompagné d'Andrew Trollope et s'empare de la ville de Guînes. La garnison de Calais, fidèle aux yorkistes, refuse cependant de le laisser entrer. Somerset conduit plusieurs escarmouches dans les mois qui suivent. Il est finalement battu lors d'une escarmouche au Pont de Neullay près de Calais le 23 avril 1460 par Warwick. Warwick et Édouard débarquent près de Sandwich le 26 juin.
Accueillis par la population locale, les Yorkistes se dirigèrent avec une puissante armée vers Londres. Le 10 juillet ils rencontrèrent les forces lancastriennes du roi Henri VI lors de la bataille de Northampton. Les yorkistes triomphèrent de leurs ennemis et capturèrent le roi. Salisbury s'empara de Londres avec le soutien de la population locale le 25 juillet. Le duc d'York revint d'exil en septembre et réclama le trône. Finalement, il obtint d'être désigné héritier du roi le 25 octobre par l'Acte d'Accord.

### Les victoires de 1460-1461
L'Acte d'Accord s’avère cependant inacceptable pour les Lancastriens, qui se rallient à la reine Marguerite d'Anjou et forment une grande armée dans le Nord. Somerset est l'artisan des victoires de Wakefield le 30 décembre 1460, et de la seconde bataille de St Albans le 17 février 1461, mais ne put éviter la défaite de Towton le 29 mars, se réfugiant en Écosse avec Henri VI et Marguerite après s'être échappé du champ de bataille. Édouard d'York rentre à Londres où il est couronné roi sous le nom d'Édouard IV.

### Réconciliation avec Édouard IV
D'Écosse, Somerset se rendit en France pour négocier une aide, mais y fut emprisonné un certain temps, et ensuite il traversa la Flandre pour revenir en Angleterre. Il plaça des garnisons dans plusieurs châteaux de Northumbrie. Après s'être rendu à l'issue du siège de Bamburgh le 24 décembre 1462, il manifesta son accord pour faire la paix avec le roi Édouard IV, qui lui accorda son pardon le 10 mars 1463 en échange de la reddition des dernières garnisons. Henri Beaufort retrouva ses terres et ses titres le 29 avril 1463. Il resta à la cour du roi, lui donnant ses conseils. En retour, le roi lui accorda sa protection.

### Retour aux Lancastre et mort
Mais, en novembre 1463, Somerset rejoint le parti lancastrien, et commence à lever des troupes. Défait et fait prisonnier à la bataille de Hexham le 15 mai 1464, il est décapité le même jour. Son corps fut enterré dans l'abbaye de Hexham. Il n'a pas eu d'enfants légitimes, mais laissa un fils illégitime, Charles Somerset, comte de Worcester. Le titre de duc de Somerset fut à nouveau confisqué par le Parlement.

## Sources
- (en) Cet article est partiellement ou en totalité issu de l’article de Wikipédia en anglais intitulé « Henry Beaufort, 3rd Duke of Somerset » (voir la liste des auteurs).